# إلوي رودريغيز
إلوي رودريغيز (بالإنجليزية: Eloy Rodriguez)‏ هو كيميائي أمريكي، ولد في 7 يناير 1947.